# Bert van Kuik
Hubertus Martinus (Bert) van Kuik (Mierlo, 14 augustus 1911 – aldaar, 5 mei 2003) was een Nederlands politicus van de KVP en later het CDA.
Hij werd geboren als zoon van Gijsbert van Kuik (1870-1959) en Hendrika Verhagen (1878-1952). In 1939 kwam hij in de gemeenteraad van Mierlo en na de bevrijding werd hij daar wethouder. Nadat burgemeester Jan Krol in 1966 elders benoemd was nam Kuik als loco-burgemeester diens functie waar. Kuik woonde in Mierlo-Hout maar na een aanpassing van de gemeentegrens op 1 januari 1968 kwam dat te vallen onder de gemeente Helmond waardoor hij geen wethouder en dus ook geen loco-burgemeester in Mierlo kon blijven. Kuik werd op die datum benoemd tot waarnemend burgemeester van Mierlo en midden 1968 werd hij de kroonbenoemde burgemeester van Mierlo. In september 1976 kwam een einde aan die functie vanwege het bereiken van de pensioengerechtigde leeftijd. Kort daarvoor werd hij waarnemend burgemeester van Sint-Oedenrode wat hij tot april 1978 zou blijven. Daarnaast is Van Kuik vanaf 1971 tien jaar Eerste Kamerlid geweest. In 2003 overleed hij op 91-jarige leeftijd.